# Anoplophora birmanica
Anoplophora birmanica är en skalbaggsart som beskrevs av Hüdepohl 1990. Anoplophora birmanica ingår i släktet Anoplophora och familjen långhorningar.
Artens utbredningsområde är Burma. Inga underarter finns listade i Catalogue of Life.